# 10918 Kodaly
10918 Kodaly este un asteroid din centura principală de asteroizi.

## Descriere
10918 Kodaly este un asteroid din centura principală de asteroizi. A fost descoperit pe 1 ianuarie 1998 la Kitt Peak National Observatory în cadrul proiectului Spacewatch. El prezintă o orbită caracterizată de o semiaxă mare de 3,11 ua, o excentricitate de 0,15 și o înclinație de 2,9° în raport cu ecliptica.